# Sénat Scherf III
Le sénat Scherf III (Senat Scherf III) était le gouvernement du Land de Brême du 4 juillet 2003 au 7 novembre 2005, durant la 16e législature du Bürgerschaft. Dirigé par le président du Sénat social-démocrate Henning Scherf, il était soutenu par une grande coalition entre le Parti social-démocrate d'Allemagne (SPD) et l'Union chrétienne-démocrate d'Allemagne (CDU).
Il fut formé à la suite des élections régionales du 25 mai 2003, remportées par la coalition au pouvoir avec une majorité très légèrement diminuée, et succéda au sénat Scherf II, soutenu par une coalition identique.
Henning Scherf ayant annoncé le 28 septembre 2005 son intention de démissionner, une primaire interne au SPD désigna Jens Böhrnsen, président du groupe parlementaire régional, pour lui succéder. Le sénat Böhrnsen I entre en fonction le 7 novembre.

## Composition
| Portefeuille | Nom                                       | Nom                                    | Parti |
| --- | ----------------------------------------- | -------------------------------------- | ----- |
| Président du Sénat Sénateur pour la Justice et la Constitution Sénateur pour les Affaires ecclésiastiques Maire de Brême |                                           | Henning Scherf                         | SPD   |
| Vice-président du Sénat                                                                                                  |                                           | Hartmut Perschau (jusqu'au 13.07.2004) | CDU   |
| Vice-président du Sénat                                                                                                  | Thomas Röwekamp                           |                                        | CDU   |
| Sénateur pour l'Intérieur et les Sports                                                                                  |                                           | Thomas Röwekamp                        | CDU   |
| Sénateur pour les Finances                                                                                               |                                           | Ulrich Nußbaum                         | Sans  |
| Sénateur pour l'Économie et les Ports                                                                                    |                                           | Hartmut Perschau (jusqu'au 13.07.2004) | CDU   |
| Sénateur pour l'Économie et les Ports                                                                                    | Intérim de Jens Eckhoff                   |                                        | CDU   |
| Sénateur pour l'Économie et les Ports                                                                                    | Peter Gloystein (08.09.2004 - 12.05.2005) |                                        | CDU   |
| Sénateur pour l'Économie et les Ports                                                                                    | Jörg Kastendiek (à partir du 25.05.2005)  |                                        | CDU   |
| Sénateur pour les Travaux publics, l'Environnement et les Transports                                                     |                                           | Jens Eckoff                            | CDU   |
| Sénateur pour l'Éducation et la Science                                                                                  |                                           | Wilfried Lemke                         | SPD   |
| Sénateur pour la Culture                                                                                                 |                                           | Hartmut Perschau (jusqu'au 13.07.2004) | CDU   |
| Sénateur pour la Culture                                                                                                 | Intérim de Thomas Röwekamp                |                                        | CDU   |
| Sénateur pour la Culture                                                                                                 | Peter Gloystein (08.09.2004 - 12.05.2005) |                                        | CDU   |
| Sénateur pour la Culture                                                                                                 | Jörg Kastendiek                           |                                        | CDU   |
| Sénateur pour le Travail, les Femmes, la Santé, la Jeunesse et les Affaires sociales                                     |                                           | Karin Röpke                            | SPD   |